# Taipa
Taipa (chino: 氹仔島 ; Min Nan: tiap á tó ; Chino Mandarín: dàngzǎi) es una isla de la Región Administrativa Especial de Macao (RAEM) perteneciente a la República Popular de China que cubre un área de 6,33km² y tiene una población aproximada de 7000 habitantes. Administrativamente, corresponde a la Parroquia de Nossa Senhora do Carmo, una de las dos que integra el consejo de las islas.
En esta isla se localiza el Aeropuerto Internacional de Macao, numerosas fábricas, así como el centro de tratamiento de residuos sólidos y la incineradora de Macao.
La isla comenzó a poblarse en el siglo XII por colonos chinos. Los portugueses llegaron a ella en 1851 y la ocuparon. Más tarde se incorporó a la colonia de Macao y hoy continúa siendo parte de la Región administrativa especial. Taipa está conectada a la península de Macao mediante tres puentes: Governador Nobre Carvalho, Amizade y Sai Van. La isla está también conectada con la isla de Coloane mediante una carretera, llamada Estrada de Istmo, construida sobre el istmo de Cotai.
Taipa siempre había sido una isla poco poblada pero esta situación cambió cuando en 1976 se terminó la construcción del Ponte de Governador Nobre Carvalho. A partir de esta fecha, la isla experimentó, y continúa haciéndolo, un gran desarrollo así como un aumento significativo de la población. Hoy en día es una gran área residencial.